# Vatikáni Apostoli Levéltár
A Vatikáni Apostoli Levéltár, latinul Archivum Apostolicum Vaticanum (2019. októberéig: Vatikáni Titkos Levéltár, latinul Archivum Secretum Vaticanum) a Vatikánban található. Általában történelmi szempontból fontos, esetenként súlyosnak ítélt esetek dokumentumainak tárolására hozták létre az archívumot. Becslések szerint a polcok hossza nyolcvanöt kilométer lehet. Az archívum tartalmaz olyan állami papírokat, levelezéseket, pápai üzleti könyveket, és sok egyéb dokumentumokat is, amelyeket az egyház halmozott fel az évszázadok során.

## Története
A XVII. században választotta el V. Pál pápa a Vatikáni Apostoli Könyvtártól. 2012-ben volt 400 éves az archívum, és ebből az alkalomból megközelítőleg 100 dokumentum volt megtekinthető, melyek a VIII. századtól a XX. századig terjedő időszakot öleltek fel.

## A gyűjtemény
A polcokon 35 000 iratot helyeztek el. Olyan dokumentumok találhatóak itt, melyek nemcsak a történészek számára érdekesek. Az 1939 utáni iratokat a pincében őrzik. Összesen körülbelül 100 000 darabot számlál az archívum. A sérülékenyebb darabokat digitalizálták, és számítógépen tekinthetők meg.
Történelem témában például:
- Galileo Galilei perének anyaga[2]
- A Kínai császárnő[pontosabban?] levele keresztény hitre való áttéréséről 1650-ből.[3]

## Fordítás
- Ez a szócikk részben vagy egészben  a   Vatican_Apostolic_Archive című angol Wikipédia-szócikk fordításán alapul.  Az eredeti cikk szerkesztőit annak laptörténete sorolja fel. Ez a jelzés csupán a megfogalmazás eredetét és a szerzői jogokat jelzi, nem szolgál a cikkben szereplő információk forrásmegjelöléseként.